# Arène de bataille en ligne multijoueur

Représentation schématique d'un exemple de carte de MOBA : en rouge et en bleu, la structure principale de chaque base et les tours de défense des deux équipes ; en jaune, les trois voies ; en vert, la jungle. Il existe d'autres dispositions selon le jeu ou le nombre de joueurs prévus pour la partie.

Une arène de bataille en ligne multijoueur (en anglais, multiplayer online battle arena : MOBA) est un genre de jeu vidéo qui tire son origine de Defense of the Ancients (DotA), un mod de Warcraft III: Reign of Chaos sorti en 2003, associant le jeu de stratégie en temps réel et le jeu de rôle. Ainsi on parle aussi de DotA-like. L'appellation action real time strategy (A-RTS) est également employée. Le MOBA est un sous-genre du MMO, et également originaire de la branche des MMORTS, les jeux de stratégie en ligne.
Il s'agit d'un genre essentiellement multijoueur, qui se joue généralement avec deux équipes de cinq joueurs. L'objectif pour chaque équipe est de détruire la structure principale de l'équipe adverse, au moyen des personnages contrôlés par chaque joueur et avec l'aide des unités contrôlées par l'ordinateur.
Le MOBA est un genre en constante progression, sa popularité atteint son apogée avec le jeu League of Legends qui cumule, mi-2016, 100 millions de joueurs mensuels, devenant le jeu en ligne le plus joué à cette date.

## Caractéristiques du genre
On retrouve souvent la même carte et les mêmes mécanismes dans les titres du genre. Il existe cependant des variations (nombre de voies, nombre de joueurs, équipement, expérience…).

### Lexique
Qui dit MOBA dit « multi-joueur » donc la notion de communication interpersonnelle est très présente. Ces jeux étant joués à travers le monde, il est indispensable de maîtriser l'anglais. Par ailleurs certains mots ou acronymes sont tellement spécifiques qu'ils créent un jargon qui peut paraître très complexe au néophyte (newbie). La régularité et l'usage de termes identiques pour tous les jeux de rôles rend l'apprentissage de ce jargon extrêmement rapide. 
Un même mot du jargon peut être utilisé en tant que nom, verbe ou adjectif de manière totalement indifférente (parfois les français rajouteront un « é » ou une conjugaison pour les verbes), ce qui rend l'écoute assez troublante.

### Carte
La carte de jeu correspond au champ de bataille où se trouvent les objectifs et se déroulent tous les affrontements.
Structures typiques de la carte :
- symétrique entre deux camps (peut être asymétrique au sein d'un même camp) ;
- contient une base (à défendre) qui est pour vu en un nombre défini de personnages ; souvent la base est protégée par un système dont la destruction correspond à la fin de la partie ;
- contient un ou plusieurs chemins/voies dégagés (lanes) reliant les 2 bases ; entre les chemins se trouve une zone accidentée, tortueuse, la jungle, propice à la cache (pour se cacher ou trouver des objets cachés) ;
- contient plusieurs systèmes de défenses (tours, tourelles, etc.) permettant de défendre la base ; ce sont des éléments stratégiques dont la destruction apporte un avantage notoire ;
- contient au moins un point de résurrection (spawn), normalement dans la base, c'est là où les personnages tués renaissent ;
- contient des objets (pouvant être ramassés, déplacés et/ou utilisés) ;
- peut être affectée par le brouillard de guerre qui empêche la vision des adversaires ; chaque personnage/sbire a une vision limitée par le brouillard mais pouvant être plus ou moins étendue au travers des tours et de certains objets (notamment les balises ou wards) ; avoir la vision sur toute la carte est décisif lors d'une partie, on parle de contrôle de la vision ou map control ;
- enfin, la carte contient des êtres vivants (ou assimilés), jouables ou non-jouables, neutres ou affiliés à un camp.

### Êtres vivants
Une carte est peuplée d'êtres vivants, en général classables dans l'une de ces 3 catégories : « personnages », « sbires » et « neutres ».

#### Personnages
Le personnage est le seul être vivant sur lequel le joueur peut avoir la maîtrise. Un personnage est rattaché à un camp et se caractérise par :
- des capacités, composée de :
  - caractéristiques initiales, innées, propres au personnage ; une caractéristique ne peut pas être modifiée par le joueur ; une caractéristique est en général physique, mentale ou surnaturelle ;
  - compétences, qui correspondent à des caractéristiques « variables » du personnage (traduisant la possibilité d'un apprentissage ou d'un entraînement) ; elles sont spécifiques à un domaine d'activité et peuvent être améliorées au cours du jeu (upgrade) ;
- un équipement (stuff) qui est en général un accessoire acheté dans une boutique et qui permet d'ajouter ou de développer les capacités du personnage (un vêtement, une arme, un outil, un gadget, une potion…) ;
- sa bourse : le personnage va par ses actions gagner plus ou moins d'argent (« PO » car souvent représenté par des pièces d'or), lui permettant de s'équiper ; l'action permettant de gagner le plus d'argent est en général de tuer un autre personnage ; la seule manière de perdre de l'argent est d'être tué (ou parfois touché par une attaque) ;
- des barres de statut qui croissent ou décroissent au cours du jeu :
  - Son expérience (XP) qui traduit l’habileté du joueur à manier son personnage ; l'expérience ne peut souvent qu'augmenter ; elle augmente en général en fonction des actions du personnage et de sa capacité à bien réagir dans certaines situations ; lorsqu'on atteint une certaine expérience, le personnage passe à un niveau supérieur (leveled-up) ;
  - sa vie (health) qui traduit l'état de forme du personnage ; lorsque la barre de vie est à 0 le personnage meurt ; souvent, lorsque la barre de vie descend en dessous d'un certain seuil (par exemple 10 %), les capacités du personnage sont amoindries ;
  - son énergie qui se traduit par son dynamisme ; le plus souvent, une variation d'énergie se traduit par une variation de la réactivité et de la célérité du personnage ; très utilisé sur les FPS ou les jeux de sport, la plupart des MOBA n'utilisent pas ce concept ;
  - sa réserve de mana, c'est son énergie magique, qui diminue lors d'invocations, d'enchantements, etc.
  - la charge de son arme, normalement liée à l'arme utilisée, qui peut prendre aussi la forme d'un nombre (pour le nombre de balles restant dans le chargeur par exemple).

Chaque joueur contrôle un personnage avec un nombre restreint de compétences qui lui sont spécifiques et qui évoluent avec le gain d'expérience. Chaque joueur peut acheter de l'équipement permettant de décupler la puissance de son personnage (sauf s'il n'y a aucune boutique disponible, comme dans Heroes Of The Storm de Blizzard Entertainment). À la différence d'un jeu de rôle traditionnel, le joueur joue son personnage le temps d'une partie, d'une durée de 20 minutes à 1 heure en moyenne, et recommence à zéro à chaque partie, sans expérience, ni objet, ni argent. Dans certains jeux, il est possible de monter les caractéristiques de base d'un ou plusieurs personnages grâce aux récompenses de fin de partie, souvent pour donner un objectif au joueur, afin que celui-ci ne se lasse pas trop vite.
Tuer un personnage adverse rapporte de l'argent à son propre personnage, et inversement, dans la plupart des jeux (en règle générale, la perte est située entre 0 % et 10 %, afin de ne pas donner un trop gros avantage, mais certains jeux dérogent à la règle), un joueur perd de l'argent lorsqu'il est tué. À chaque mort le joueur renaît dans sa base, après une durée d'attente définies selon divers paramètres (notamment le type de personnage, son niveau ou temps de jeu depuis le début de la partie). DotA et ses dérivés permettent à un personnage de dépenser de l'or afin de ressusciter immédiatement (rachat).
En fonction de leurs caractéristiques, les personnages se démarquent en différents types :
- l'attaquant : son but est de tuer l'ennemi ou de l'affaiblir rapidement ;
  - rapproché : tue l'ennemi au contact (poings, couteau, etc.) ;
  - à mi distance : tue l'ennemie à faible distance (arbalète, fusil) ;
  - à distance : tue l'ennemi à longue distance, souvent par la magie ;
- le défenseur ;
- le guérisseur (healer) : permet de redonner des points de vie à ses coéquipiers ;
- le mixte : il possède un mélange des caractéristiques précédentes, avec souvent un point faible ; s'il n'a pas de point particulièrement faible, il est dit « équilibré » (balanced).
- Le bruiser : permet de faire des dégâts tout en ayant une défense solide (de par les statistiques de base ou par les objets achetés durant la partie). Exemple : Tryndamere dans League Of Legends en est un, car il s'immunise aux dégâts par une de ses compétences et procure de lourds dégâts.

Un personnage peut être aussi dirigé par une IA (l'ordinateur), on parlera dans ce cas de bot.

#### Sbires
Les sbires (creeps ou minions en anglais) sont des fantassins de faible puissance, contrôlés par l'ordinateur. Ils partent périodiquement de la base de chaque équipe en direction de la base adverse en suivant des voies souvent prédéterminées. Les sbires attaquent automatiquement les sbires adverses qui sont sur leur chemin ainsi que les joueurs de l'équipe adverse qu'ils rencontrent. Ils s'attaquent également aux structures de l'équipe adverse. 
L'utilité des sbires est multiple :
- ce sont des boucliers vivants qui doivent être littéralement utilisés comme de la chair à canon en captant les attaques ennemies ; par leur nombre et leur faible puissance d'attaque, voir un de ses sbires tué est une perte insignifiante ;
- ce sont des pourvoyeurs d'or  et d’expérience : tuer un sbire rapporte PO et X ; passer son temps à tuer des sbires pour s'enrichir et se développer s’appelle farmer ; attention, car c'est en général le dernier coup seulement (le last hit, celui qui tue) qui rapporte de l'argent.

Les techniques de jeu autour des sbires sont en général :
- farmer les sbires durant les premières minutes du jeu (source principale d'argent) ;
- deny ses propres sbires : achever ses propres sbires, car si cela ne rapporte rien, cela prive l'adversaire de faire le last hit ; le deny est un élément de gameplay qui a été volontairement retiré de certains jeux, notamment de League of Legends[3] ;
- harass (harceler, agresser) l'adversaire lorsque ses propres sbires sont faibles afin de le forcer à se replier et donc à éviter les last-shots.

D'autres techniques existent, comme rester concentré sur son adversaire en laissant ses propres sbires frapper les sbires adverses pour diminuer leurs points de vie et se contenter de donner les coups fatals (pour gagner de l'argent). Ou alors à geler la voie (lane freezing en anglais) pour faire stagner les sbires à un endroit, les ennemis ne peuvent pas venir farmer car ils seraient trop vulnérables aux embuscades.

#### Les êtres vivants neutres
Le plus souvent dissimulés dans la jungle se situent les êtres vivants neutres :
- les monstres neutres : placides, ils n'attaquent jamais, mais ripostent toujours ; les tuer peut rapporter de l'argent ou des avantages temporaires (buffs) ; attaquer ces monstres neutres pour se faire de l'argent et de l'expérience s'appelle faire du jungle farming ;
- les boss : plus ou moins puissants, ces êtres attaquent les personnages qui passent à leur portée, sont difficilement tuables, mais rapportent énormément d'expérience et d'argent s'ils sont tués (voire parfois des bonus temporaires).

### Eléments de la carte

#### Voies et jungle
Les voies — ou « lanes » —, classiquement au nombre de trois, correspondent aux chemins empruntés par les sbires. Elles comportent généralement plusieurs structures défensives (trois tours de défense) et un spawn de sbires. Chaque équipe dispose ses joueurs sur chacune des voies pour défendre les tours de sa propre équipe et détruire celles adverses. La jungle — ou « jungle » — correspond au reste de la carte. Elle est composée de chemins étroits et tortueux, sans tour de défense, ce qui rend sa traversée risquée sans vision suffisante (avec des wards par exemple). La jungle dispose aussi de campements de monstres neutres.

#### Tours de défense
Les tours sont des structures de défense qui servent à protéger la structure principale de chaque équipe. Il est nécessaire de détruire toutes les tours d'au moins une des voies avant de pouvoir s'attaquer à la structure principale. Les tours attaquent automatiquement les joueurs et les sbires adverses.
Bien que gérées indépendamment des joueurs, les tours peuvent être, comme les creeps, quelque peu « manipulées » par les joueurs. Il est notamment possible de changer la cible (le focus/aggro) d'une tour par certaines actions des joueurs.
Il s'agit de la principale structure de défense dans les MOBA, mais il n'est pas rare de trouver d'autres bâtisses défensives.

#### Structures secondaires
Outre les tours défensives et la structure principale de la base, chaque base comporte des structures secondaires, qui selon le cas produisent des sbires ou empêchent la production de super-sbires de l'équipe adverse. Leur destruction n'est généralement pas indispensable à la victoire (dans l'exemple de League of Legends, la destruction de cette première structure est nécessaire afin d'entamer la structure principale), mais facilite grandement la tâche. Ces structures peuvent parfois réapparaître après un certain délai suivant leur destruction.
En règle générale, ces structures sont liées aux caractéristiques des sbires, mais elles peuvent parfois avoir une influence sur le joueur.

### Le joueur
Le joueur est une entité propre du jeu qui possède :
- un compte, permettant d'enregistrer sa progression.
- un niveau d'expérience de joueur (à ne pas confondre avec l'expérience du personnage) lié essentiellement à ses victoires et à son nombre de kills.
- une base de personnages qu'il peut jouer. Souvent cette base est réduite au départ à des personnages « faciles à jouer », puis s'enrichit de personnages supplémentaires avec l'expérience. En général, un joueur a un personnage préféré, appelé le « main ».
- un ensemble d'atouts, souvent liés à son niveau d'expérience. Ses atouts permettent de "doper" ses personnages au travers d'invocations ou autre sorts.

Les capacités d'un personnage, leurs évolutions et leurs interactions avec les atouts du joueur rendent sa maîtrise longue et complexe. Aussi un joueur va avoir tendance à développer un personnage plus que les autres.

### Le système de communication
L'interface de jeu, en plus de jouer, permet de communiquer avec ses coéquipiers et/ou ses adversaires. Trois formes de communication existent :
- Écrite, via la console de communication
- Audio, via un micro
- Visuelle, via une (web-)caméra.

Pour éviter les confusions, les échanges écrits mentionneront souvent IG (in game, dans le jeu), ou IRL (in real life, dans la "vraie" vie). Au travers du lexique, les échanges sont très codifiés et enregistrés. Aussi, les éditeurs logiciels mettent souvent en place une modération pouvant aller jusqu'à l'exclusion du joueur si celui-ci est signalé comme tenant des propos inappropriés.

### Stratégie et but du jeu
Le but du jeu est de détruire la base adverse (ou son système de protection). Le jeu se déroule en 4 actes :

#### L'avant-jeu
L'avant jeu consiste à :
- S'entraîner pour découvrir un personnage.
- Construire son équipe humaine :  les joueurs avec qui on va jouer et sélectionner l'équipe adverse.
- Construire son équipe de personnage en jouant sur les forces et faiblesses de joueurs de son équipe et de l'équipe adverse. Un gros pan de la stratégie du jeu se joue sur ce point.
- Sélectionner les atouts que l'on va utiliser sur son personnage.

#### Le farming
Première étape, elle prend environ 30 à 50 % du temps de jeu et consiste à accumuler un maximum d'argent et d'expérience de personnage en « farmant » du sbire ou du monstre neutre. Si le jeu est bien équilibré, la quantité d'or récoltée est assez représentative du développement d'un joueur ou d'une équipe. Le nombre de « PO » (argent) permet d'évaluer grossièrement l'équipe qui domine.

#### Le combat
Le combat démarre en général avec le premier sang ("first blood"), qui rapporte en général un petit bonus. Il va en général déclencher les hostilités qui vont conduire à la prise de tourelles (ou autres structures défensives), jusqu'à ce qu'une équipe s'approche de la base adverse. 
Le combat se compose de percées (« push ») dans les lignes ennemies, durant lesquelles on cherche à détruire soit les personnages, soit les structures. Ou alors d'attaques des boss, qui permettent de prendre un avantage rapidement. 
Le nombre de « kills » et de structures de défense détruites est en général un bon indicateur de l'avantage pris par une équipe.

#### Le final
Le final démarre quand l'écart entre les deux équipes dépasse un certain seuil. En effet, il se crée un effet de réaction en chaîne ou l'équipe affaiblie a de plus en plus de mal à tuer des personnages adverses (qui ont pris de l'expérience et du niveau) alors que ces derniers ne feront qu'une bouchée des adversaires affaiblis. Il se conclut par la prise de la base adverse, souvent une action rapide et définitive.

## Sport électronique
Les MOBA sont des jeux compétitifs qui demandent un important jeu d'équipe et un niveau de jeu personnel conséquent, et au même titre que les jeux de tir à la première personne ou que les jeux de stratégie en temps réel, ils sont ainsi pratiqués en tant que sport électronique. On compare également les MOBA aux sports collectifs, tels que le basket-ball ou le football, car le placement et la position des joueurs par rapport aux éléments statiques (l'environnement) et dynamiques du jeu (les alliés et les ennemis) sont cruciaux.
DotA est très pratiqué professionnellement en Chine et plus généralement dans l'Asie du Sud-Est (Malaisie, Singapour…), ainsi qu'en Europe de l'Est (Ukraine, Russie…) et en Amérique du Sud (Pérou, Chili, Brésil…).
League of Legends est également de plus en plus présent sur la scène du sport électronique. Lors de la DreamHack Summer 2011, la compétition de League of Legends était diffusée en direct sur Internet et la finale a dépassé les 200 000 spectateurs simultanés, ce qui fut un record pour ce genre d'évènement. Le championnat de la saison 3 se déroulant devant 13 000 spectateurs au Staples Center de Los Angeles a été regardé par plus de 32 millions de personnes à travers le monde, avec un pic de 8,2 millions de personnes en même temps, ce qui en fait l'événement le plus regardé de l'histoire du sport électronique.
Le 25 avril 2013, Valve annonce « The International 3 » égalant The International premier et second du nom en termes de dotations. Le 7 mai 2013, Valve annonce le « Compendium Interactif », permettant à la communauté d'augmenter les dotations du tournoi par l'achat d'un livre virtuel qui permettra à The International 3 de devenir le tournoi avec le plus gros cash prize de l'histoire de l’e-sport avec 2 874 380 dollars. (environ 500 000 ventes auront été effectuées augmentant de 1 274 380 dollars le prize pool de The International 3 qui était à la base de 1 600 000 dollars). Le succès se confirme l'année suivante avec The International 4, qui atteint une somme de dotations totale record de 10 924 000 dollars (toujours avec un prize pool de base de 1 600 000 dollars).

## Liste non exhaustive de MOBA
| Année | Jeu                                                          | Développeur(s)                      | Plate(s)-forme(s)                       | Traduction française                                   | Free to play | Disponibilité | Notes |
| ----- | ------------------------------------------------------------ | ----------------------------------- | --------------------------------------- | ------------------------------------------------------ | ------------ | ------------- | --- |
| 1998  | Future Cop: LAPD                                             | Electronic Arts                     | PlayStation ; PS3 ; PSP ; Windows ; Mac | Oui                                                    | Non          | Oui           | Precinct Assault est la partie multijoueur du jeu. Elle permet de jouer en écran splitté aux prémices du genre MOBA. |
| 2002  | Aeon of Strife (AoS)                                         | Aeon64                              | Windows ; Mac                           | Non                                                    | Voir la note | Oui           | Jeu issu d'un mod du jeu StarCraft. Nécessite l'installation de StarCraft ou de StarCraft: Brood War. Le jeu n'est pas à proprement parler un MOBA, car il ne propose qu'un mode « joueurs contre la machine » et pas de mode « joueurs contre joueurs ». |
| 2003  | Defense of the Ancients (DotA)                               | Eul, Guinsoo, IceFrog (en), Neichus | Windows ; Mac                           | Non                                                    | Voir la note | Oui           | Jeu issu d'un mod du jeu Warcraft III. Nécessite l'installation de Warcraft III ou de Warcraft III: The Frozen Throne. |
| 2007  | Guilty Gear 2: Overture                                      | Arc System Works                    | Xbox 360                                | Non                                                    | Non          | Oui           | Jeu indisponible sur le territoire français. |
| 2008  | Minions                                                      | Casual Collective                   | Navigateur web                          | Non                                                    | Oui          | Oui           | |
| 2009  | Demigod                                                      | Gas Powered Games                   | Windows                                 | Oui                                                    | Non          | Oui           | Premier jeu commercialisé inspiré de DotA. |
| 2009  | League of Legends (LoL)                                      | Riot Games                          | Windows ; Mac                           | Oui                                                    | Oui          | Oui           | Certains des co-créateurs de ce jeu, tels que Guinsoo et Steve « Pendragon » Mescon ont participé à la création de Defense of the Ancients. Il est le jeu le plus joué au monde en 2012.                                                                  |
| 2010  | Monday Night Combat                                          | Uber Entertainment                  | Windows ; Xbox 360                      | Partiellement : interface en français                  | Non          | Oui           | Jeu à mi-chemin entre le TPS et le MOBA. |
| 2010  | Avalon Heroes                                                | Wemade Entertainment                | Windows                                 | Partiellement                                          | Oui          | Non           | Officiellement fermé depuis le 8 février 2013. |
| 2010  | Heroes of Newerth (HoN)                                      | S2 Games                            | Windows ; Mac ; Linux                   | Non                                                    | Oui          | Oui           | Jeu en free to play depuis juillet 2011. |
| 2010  | Storm of the Imperial Sanctum (SotIS) / Aeon of Storms (AoS) | Eckolnovkol ; Brax                  | Windows ; Mac                           | Non                                                    | Voir la note | Oui           | Jeu issu d'un mod du jeu StarCraft II. Nécessite l'installation de StarCraft II ou StarCraft II: Heart of the Swarm. |
| 2010  | Land of Chaos Online (LOCO)                                  | ProSiebenSat.1 Games                | Windows                                 | Oui                                                    | Oui          | Non           | Jeu à mi-chemin entre le RPG et le MOBA. |
| 2011  | Bloodline Champions (BLC)                                    | Stunlock Studios                    | Windows                                 | Partiellement : interface en français                  | Oui          | Oui           | Dans ce jeu il n'y a ni sbires à tuer, ni structures à détruire. Il ne propose seulement que des combats « joueurs contre joueurs » en arènes. |
| 2011  | Rise of Immortals: Battle for Graxia                         | Petroglyph Games                    | Windows                                 | Non                                                    | Oui          | Non           | Officiellement fermé depuis juin 2013. |
| 2011  | Realm of the Titans                                          | Ningbo Shengguang Tianyi            | Windows                                 | Non                                                    | Oui          | Oui           | |
| 2012  | Legendary Heroes                                             | Maya                                | iOS ; Android                           | Partiellement : interface en français                  | Oui          | Oui           | Dans ce jeu, les joueurs peuvent incarner plusieurs champions simultanément. |
| 2012  | Blades of time                                               | Gaijin Entertainment                | Windows ; Mac ; Xbox 360 ; PS3          | Oui                                                    | Non          | Oui           | |
| 2012  | Plants War                                                   | Gamevil USA, Inc                    | iOS ; Android                           | Non                                                    | Oui          | Oui           | |
| 2012  | Warhammer Online: Wrath of Heroes                            | Mythic Entertainment                | Windows                                 | Non                                                    | Oui          | Non           | Jeu abandonné en mars 2013 |
| 2012  | Stellar Impact                                               | Tindalos Interactive                | Windows                                 | Partiellement : interface en français                  | Non          | Oui           | MOBA dans un univers SF, le joueur est aux commandes d’un vaisseau de guerre spatial. |
| 2012  | Super Monday Night Combat (Super MNC)                        | Uber Entertainment                  | Windows ; Xbox 360                      | Non                                                    | Oui          | Oui           | Jeu à mi-chemin entre le TPS et le MOBA. |
| 2012  | Awesomenauts                                                 | Ronimo Games                        | Windows ; Mac ; Linux ; Xbox 360 ; PS3  | Partiellement : interface en français, voix en anglais | Non          | Oui           | MOBA en 2D à défilement horizontal. |
| 2012  | AirMech                                                      | Carbon Games                        | Windows ; Xbox 360                      | Partiellement : interface en français, voix en anglais | Oui          | Oui           | Dans ce jeu le joueur est aux commandes d'un mecha pouvant se transformer en véhicule volant. |
| 2012  | Heroes of Order and Chaos                                    | Gameloft                            | iOS ; Android                           | Partiellement : interface en français, voix en anglais | Oui          | Oui           | |
| 2012  | Gardiens de la Terre du Milieu                               | Monolith Productions                | Windows ; Xbox 360 ; PS3                | Oui                                                    | Non          | Oui           | Jeu basé sur la série de films Le Seigneur des anneaux. Le jeu n’est plus disponible sur le PlayStation Store. |
| 2012  | Big Story Little Heroes                                      | Vandal Games                        | Navigateur web                          | Non                                                    | Oui          | Oui           | Jeu à mi-chemin entre le MMORPG et le MOBA. Le jeu se joue via Facebook. |
| 2013  | Dota 2                                                       | Valve Corporation                   | Windows ; Mac ; Linux                   | Partiellement : interface en français, voix en anglais | Oui          | Oui           | Suite du jeu Defense of the Ancients, mise au point par IceFrog, l'un des co-concepteurs du jeu original. |
| 2013  | Panzar: Forged by Chaos                                      | Panzar Studio                       | Windows                                 | Oui                                                    | Oui          | Oui           | Jeu à mi-chemin entre le MMORPG et le MOBA. Il propose des combats joueur contre joueur en arènes. L'évolution d'un personnage est conservée d'une partie à l'autre.                                                                                      |
| 2013  | Solstice Arena                                               | Zynga                               | Windows ; Mac ; iOS                     | Partiellement : interface en français, voix en anglais | Oui          | Non           | Moba en arène sans sbires. |
| 2013  | Crazy MOBA Online                                            | Funnel                              | Navigateur web                          | Non                                                    | Oui          | Non           | |
| 2014  | Smite                                                        | Hi-Rez Studio                       | Windows ; Xbox One ; PS4                | Partiellement : interface en français, voix en anglais | Oui          | Oui           | MOBA en vue à la troisième personne, héros issus de différents panthéons inspiré de l'histoire de plusieurs mythologies. |
| 2014  | Vainglory                                                    | Super Evil Megacorp                 | iOS ; Android                           | Partiellement : Interface en français, voix en anglais | Oui          | Oui           | MOBA |
| 2015  | Heroes of the Storm                                          | Blizzard Entertainment              | Windows ; Mac                           | Oui                                                    | Oui          | Oui           | MOBA avec des héros issus des univers de WarCraft, Diablo, StarCraft et Overwatch. |
| 2016  | Paragon                                                      | Epic Games                          | Windows ; PS4                           | Partiellement : Interface en français, voix en anglais | Oui          | Non           | Fermé le 26 Avril 2018 |
| 2017  | Arena Of Valor                                               | Tencent games                       | iOS ; Android ; Nintendo Switch         | Oui                                                    | Oui          | Oui           | MOBA |
| 2019  | Adversator                                                   | Paradoks Studio                     | Navigateur web ; Android                | Non                                                    | Oui          | Oui           | MOBA |
| 2020  | League of Legends: Wild Rift                                 | Riot Games                          | iOS ; Android                           | Oui                                                    | Oui          | Oui           | Disponible depuis décembre 2020 |
| 2021  | Pokémon Unite                                                | Tencent                             | iOS ; Android ; Nintendo Switch         | Oui                                                    | Oui          | Oui           | |

## Influence sur la santé
Que ce soit en tant que sport électronique ou par diabolisation occasionnelle des jeux vidéo, des études scientifiques ont été menées sur les MOBA. Surprenamment, leurs effets sont plus bénéfiques que des jeux éducatifs censés maintenir ou faire progresser les capacités mentales, notamment la sphère du raisonnement hypothétique et déductif avec un bénéfice d'autant plus prégnant chez les personnes retraitées,.
Néanmoins, les MOBA, comme d'autres activités ludiques fortes en émotions (ex. : jeux d'argent),  resteraient une source potentielle d'addiction pour les personnes prédisposées. Une étude scientifique préalable a en effet relevé des troubles de ludomanie chez certains sujets (compris dans les troubles des habitudes et des impulsions).